# Mont Érymanthe
Le mont Érymanthe (en grec moderne : Ερύμανθος signifiant « fleur de printemps » ou « fleuri au printemps ») est une montagne culminant à 2 224 mètres d'altitude à l'Olonós (Ωλονός), au nord-ouest de l'Arcadie. Elle est couverte de forêts avec de nombreuses variétés d'arbres.
Dans la mythologie grecque, c'est sur les pentes boisées de ce mont que le terrible sanglier d'Érymanthe apparaît et est capturé par Héraclès.
Il a donné son nom à un dème créé en 2010.